# Kid vs. Kat
Kid vs. Kat je kanadský animovaný seriál, jehož hlavní postavou je 10letý chlapec Coop, který neustále bojuje se sestřinou kočkou Kat, která je ve skutečnosti mimozemšťan.

## Příběh
Když si malá Millie Burtonburgerová přinese domů zatoulanou kočku, život jejího 10letého bratra Coopa se obrátí vzhůru nohama. Coop totiž zjistí, že Kat je víc než jen vychrtlé fialové zvíře, je to hlavně vychytralá a zákeřná kočka, která Coopa k smrti nenávidí. Tím začíná bitva mezi oběma soupeři, v níž se Coop snaží bezúspěšně získat důkazy o zlých plánech Kata.

## Původní dabing postav
| Trevor Devall  | Burt Burtonburger (Kid) |
| Kathleen Barr  | Kat                     |
| Erin Mathews   | Coop Burtonburger       |
| Cathy Weseluck | Dennis Chan             |

## Řady
| Řada | Díly | Premiéra v USA | Premiéra v USA     | Premiéra v ČR   | Premiéra v ČR   |
| Řada | Díly | První díl      | Poslední díl       | První díl       | Poslední díl    |
| ---- | ---- | -------------- | ------------------ | --------------- | --------------- |
| 1    | 26   | 25. října 2008 | 30. listopadu 2009 | 18. května 2009 | 13. března 2010 |
| 2    | 26   | 11. září 2010  | 4. června 2011     | 1. března 2011  | 16. ledna 2012  |

Celkem bylo v letech 2009 až 2011 vyrobeno a odvysíláno 52 dílů seriálu, po 26 dílech ve dvou řadách. Každý díl se přitom skládal ze dvou částí.

## Produkce a vysílání
Kid vs. Kat byl vyroben společnostmi Jetix UK, Studio B Productions, Decode Entertainment a YTV. Původně se měl jmenovat Look What My Sister Dragged In a byl vyroben pouze pro YTV. Pilotní díl byl vysílaný 25. října 2008 na YTV, ovšem seriál měl premiéru až 21. února 2009 na Disney XD v USA.
| Země                   | Televizní stanice           |
| ---------------------- | --------------------------- |
| Kanada                 | YTV                         |
| Kanada                 | Nickelodeon                 |
| Québec                 | VRAK.TV                     |
| Rumunsko               | Disney Channel Romania      |
| Moldavsko              | Disney Channel Romania      |
| Bulharsko              | Disney Channel Bulgaria     |
| Izrael                 | Disney Channel Israel       |
| Česko                  | Disney Channel Jetix        |
| Slovensko              | Disney Channel Jetix        |
| Maďarsko               | Disney Channel Jetix        |
| Řecko                  | Disney XD Greece            |
| SNS                    | Jetix                       |
| Nizozemsko             | Jetix                       |
| Spojené státy americké | Disney XD                   |
| Švédsko                | Disney XD                   |
| Norsko                 | Disney XD                   |
| Finsko                 | Disney XD                   |
| Dánsko                 | Disney XD                   |
| Itálie                 | Disney XD                   |
| Arabský svět           | Disney XD                   |
| Spojené království     | Disney XD (UK & Ireland)    |
| Irsko                  | RTE Two                     |
| Německo                | Disney XD (Germany)         |
| Polsko                 | Disney XD (Polska)          |
| Mexiko                 | Disney XD (Latin America)   |
| Argentina              | Disney XD (Latin America)   |
| Brazílie               | Disney XD (Latin America)   |
| Kolumbie               | Disney XD (Latin America)   |
| Austrálie              | ABC1                        |
| Nový Zéland            | Nickelodeon                 |
| Indonésie              | Global TV                   |
| Filipíny               | Nickelodeon South East Asia |
| Indie                  | Hungama TV                  |
| Indie                  | Jetix India                 |